# Staffelschwanz-Nachtschwalbe
Die Staffelschwanz-Nachtschwalbe (Hydropsalis climacocerca), manchmal auch Gabel-Nachtschwalbe genannt, ist eine Vogelart aus der Familie der Nachtschwalben (Caprimulgidae).
Sie kommt in Bolivien, Brasilien (Amazonasbecken), Ecuador, den Guyanas, Kolumbien, Peru und Venezuela vor.
Ihr Verbreitungsgebiet umfasst tropischen Regenwald, offene Bewaldungen oder mit Büschen bestandene subtropische oder tropische feuchte Lebensräume, Sekundärwald, Flussufer und Frischwasserseen bis 500 m Höhe.

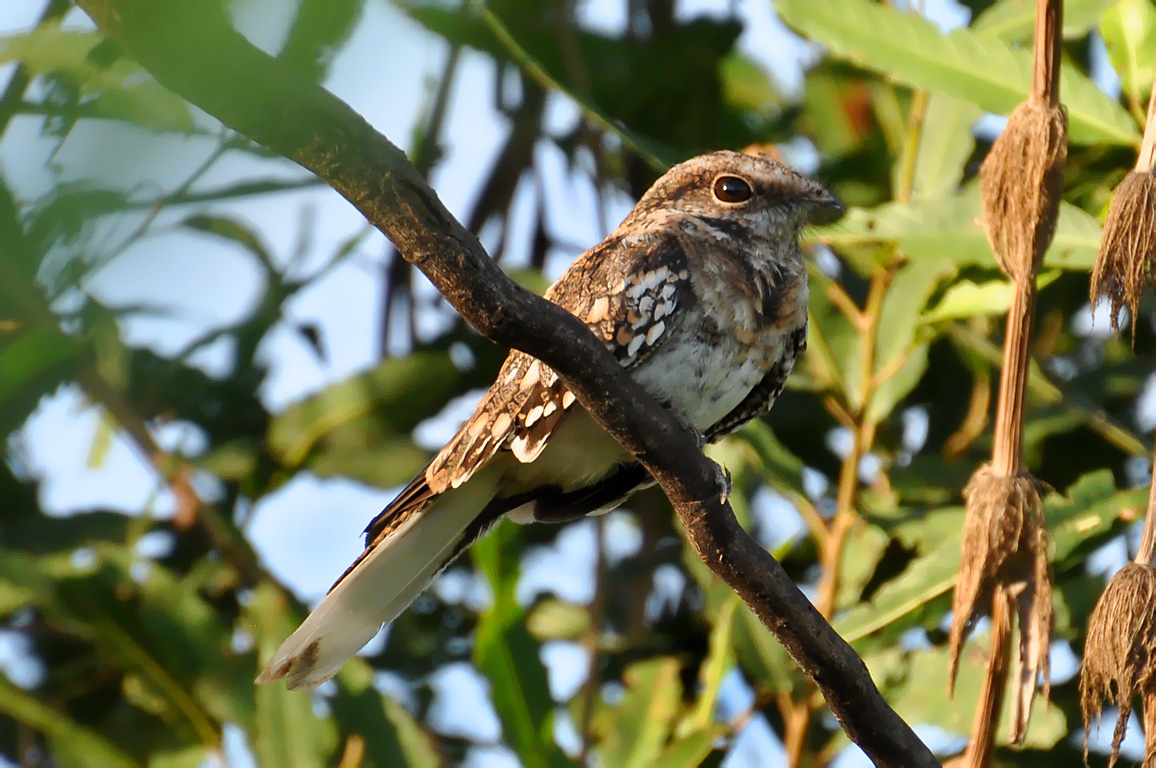
Männchen

## Beschreibung
Die Staffelschwanz-Nachtschwalbe ist 23–28 cm groß, das Männchen wiegt zwischen 42 und 46 g, das Weibchen zwischen 45 und 52 g. Die Oberseite ist graubraun oder bräunlich mit schwarzbraunen Streifen. Das schmale Nackenband ist ebenso wie die Brust gelbbraun.
Der Schwanz ist lang und gekerbt mit weißen Steifen und Flecken auch auf den Flügeln.

## Stimme
Der Ruf des Männchens wird als wiederholtes, hohes, nachdrückliches chip beschrieben.

## Geografische Variation
Es werden folgende Unterarten anerkannt:
- H. c. schomburgki P. L. Sclater, 1866 – Osten Venezuelas und Guyanas
- H. c. climacocerca (Tschudi, 1844), Nominatform – Südosten Kolumbiens bis Süden Venezuelas und Norden Brasiliens, Ecuador, Osten Perus und Norden und Osten Boliviens
- H. c. intercedens Todd, 1937 – Brasilien, lediglich eine Region bekannt bei Óbidos
- H. c. pallidior Todd, 1937 – Brasilien, lediglich eine Region bekannt bei Santarém
- H. c. canescens Griscom & Greenway, 1937 – Brasilien, lediglich eine Region bekannt am unteren Rio Tapajós

## Lebensweise
Die Nahrung besteht vermutlich aus Insekten, die von niedrigen Ansitzen auffliegend erbeutet werden. Der Vogel ist nachtaktiv.
Die Brutzeit liegt in Kolumbien zwischen Ende Juli bis August, in Französisch-Guayana zwischen Juli und November und in Bolivien zwischen September und Oktober.

## Gefährdungssituation
Die Staffelschwanz-Nachtschwalbe gilt als „nicht gefährdet“ (least concern).